# Правительство Ханты-Мансийского автономного округа — Югры
Прави́тельство Ханты-Мансийского автоно́много о́круга — Югра — постоянно действующий высший орган исполнительной власти Ханты-Мансийского автономного округа — Югры — субъекта Российской Федерации (в составе Тюменской области).
Порядок формирования и деятельности Правительства автономного округа устанавливаются Уставом и законом автономного округа. Правительство автономного округа ответственно и подотчетно Губернатору автономного округа, а также Думе автономного округа по вопросам исполнения законов автономного округа. Правительство автономного округа обладает правами юридического лица и имеет гербовую печать. В состав Правительства автономного округа входят Губернатор автономного округа, первые заместители Губернатора автономного округа, заместители Губернатора автономного округа.